# زوم، هلند
زوم، هلند (به هلندی: Tzum) یک منطقهٔ مسکونی در هلند است که در Franekeradeel واقع شده‌است.

## خصوصیات
زوم c٫۱۱۷۰ نفر جمعیت دارد.